# Padasjoki
Padasjoki is een gemeente in de Finse provincie Zuid-Finland en in de Finse regio Päijät-Häme. De gemeente heeft een landoppervlakte van 523,09 km² en telt 2.750 inwoners (2022).
Jaarlijks wordt er een hardloopwedstrijd - de Nakukymppi - georganiseerd. Hierbij zijn de deelnemers naakt.